# Taxi para tres
Taxi para tres é um filme de drama chileno de 2001 dirigido e escrito por Orlando Lübbert. Foi selecionado como representante do Chile à edição do Oscar 2002, organizada pela Academia de Artes e Ciências Cinematográficas.

## Elenco
- Alejandro Trejo
- Fernando Gómez Rovira
- Daniel Muñoz